# Sobre a Embaixada
Dois discursos tem o mesmo nome: O ataque proferido por Demóstenes e a defesa de Ésquines, ambos em Atenas no ano 343 a.C.

## Contexto político
Ésquines fora enviado em embaixada para Megalópolis, na Arcádia para preparar uma liga pan-helênica contra a Macedônia. O projeto fracassou, e Ésquines percebeu que Atenas ficaria isolada. Em vista disso, Ésquines procurou uma política de concessões. Em 346 a.C. foi encarregado de negociar a paz com os macedônios.
Em 345 a.C., Demóstenes e Timarco acusaram Ésquines de ter sido corrompido por Filipe . Através de brilhante oratória, no discurso Contra Timarco, Ésquines contra-argumentou que Timarco não tinha direito a voz devido à sua depravação. O argumento foi aceito e Timarco perdeu seus direitos políticos (atimia).
Em 343 a.C., Demóstenes novamente atacou Ésquines no discurso Sobre a Embaixada. Ésquines retrucou com outro discurso com o mesmo nome, e, novamente, foi absolvido.

## Menções antigas
- Demóstenes, De Corona e De Falsa Legatione
- Ésquines Aeschines, De Falsa Legations e In Ctesiphentem
- Plutarco, Filostratus e Libânio, Vidas
- Syrianus, Commentarium in Hermogenis librum περὶ στάσεων (30-31p.)
- Apolônio [desambiguação necessária], Exegese

## Edições
- Gustav Eduard Benseler (1855-1860) (tradução e notas)
- Andreas Weidner (1872)
- Friedrich Blass (Teubner, 1896)
- Thomas Leland (1722-1785), Andreas Weidner (1872), (1878), G. A. Simcox e W. H. Simcox (1866), Drake (1872), Richardson (1889), G. Watkin e Evelyn S. Shuckburgh (1890).
- Teubner in Orationes: 1997, editado por Mervin R. Dilts. ISBN 3-8154-1009-6